# Luke Donald
Luke Donald (født 7. december 1977) er en engelsk professionel golfspiller. Han spiller til dagligt hovedsageligt på PGA-touren, men er også medlem af Europatouren. Han var med på det europæiske Ryder Cup hold i 2004 og blev udnævnt til kaptajn for det europæiske Ryder Cup-hold i 2023.

## Sejre på PGA-touren
- 2011: WGC–Accenture Match Play Championship
- 2006: The Honda Classic
- 2002: Southern Farm Bureau Classic

## Sejre på Europatouren
- 2004: Omega European Masters; Scandinavian Masters